# Liste der Kulturdenkmale im Landkreis Wittenberg

Karte des Landkreis Wittenberg

In der Liste der Kulturdenkmale im Landkreis Wittenberg sind die Kulturdenkmale im Landkreis Wittenberg aufgeführt. Grundlage der Einzellisten sind die in den jeweiligen Listen angegebenen Quellen. Die Angaben in den einzelnen Listen ersetzen nicht die rechtsverbindliche Auskunft der zuständigen Denkmalschutzbehörde.
Diese Liste ist eine Teilliste der Liste der Kulturdenkmale in Sachsen-Anhalt.

## Aufteilung
Wegen der großen Anzahl von Kulturdenkmalen im Landkreis Wittenberg ist diese Liste in Teillisten nach den Städten und Gemeinden aufgeteilt.
| Karte | Kulturdenkmale in …    | Denkmale         |
| ----- | ---------------------- | ---------------- |
|       | Annaburg               | Schloss Annaburg |
|       | Bad Schmiedeberg       | Rathaus          |
|       | Coswig (Anhalt)        | Rathaus          |
|       | Gräfenhainichen        | Stadtkirche      |
|       | Jessen                 | Schloss Jessen   |
|       | Kemberg                | Postmeilensäule  |
|       | Lutherstadt Wittenberg | Schlosskirche    |
|       | Oranienbaum-Wörlitz    | Deichwächterhaus |
|       | Zahna-Elster           | Hospital         |